# Filfla
Filfla o Filfola es un islote semiárido maltés situado a 5 km de la isla principal del archipiélago maltés, constituyendo el extremo sur de éste. Pertenece al municipio de Żurrieq. Tiene un área de apenas 6 hectáreas y está coronada por una meseta de piedra caliza rodeada por acantilados de hasta 60 m de altura. Hay una roca contigua a Filfla llamada Filfoletta.

## Etimología
Se piensa que su nombre viene de la palábra árabe filfel, que significa «pimienta negra».

## Historia
La única construcción permanente erigida en su suelo de la que se tiene noticia es una capilla construida dentro de una cueva en 1343, pero que fue destruida por un terremoto en 1856 que también hundió una parte de la isla. 
Hasta 1971 la Marina Real y la Royal Air Force británicas usaron la isla como polígono de tiro. 

## Reserva Natural
En 1980 se convirtió en una reserva para aves. La Ley de la Reserva Natural de Filfla, aprobada en 1988, estableció aún más restricciones de acceso y de uso.
Tres especies de aves marinas se reproducen en su territorio: el paíño europeo (ca. 5.000 parejas), la pardela cenicienta (ca. 200 parejas) y la gaviota patiamarilla (ca. 130 parejas). Además, la isla cuenta con dos especies endémicas terrestres: la lagartija Podarcis filfolensis (ssp. filfolensis) y el caracol Lampedusa imitatrix gattoi.

## Restricciones
Sólo los científicos o las personas con fines educativos pueden entrar a Filfla tras haber pedido y recibido un permiso del ministerio maltés responsable de las cuestiones ambientales.